# Camponotus rufifrons
Camponotus rufifrons é uma espécie de inseto do gênero Camponotus, pertencente à família Formicidae.